# Arirang (okostelefon)
Az Arirang (hangul: 아리랑) okostelefon, melyet Észak-Korea állítása szerint a hazai Korea Computer Center gyárban készítenek 2013 óta. A szolgáltató a Koryolink. A készülék nevét az Arirang népdalról kapta.

## Tulajdonságai
Észak-Koreában 2008 óta van mobiltelefon-szolgáltatás, melynek használatát erőteljesen korlátozzák és figyelik. Az Arirang márkanevű, AS1201 típusjelű készülékről 2013-ban szerzett tudomást a külföldi média, szakértők szerint azonban az észak-koreai állítás, miszerint az országban gyártják a készüléket, nem helytálló. A készülék, valamint a 2014-ben kiadott, AP121 típusjelű változat erőteljesen hasonlít kínai készülékekhez, az Uniscope U1201-hez és a THL W200-hoz, mind külsőleg, mind specifikációit tekintve. Az új készülékben van 3G-hálózatra való csatlakozási lehetőség és Bluetooth is. Az AS1201 típuson Android 4.0.4 (Ice Cream Sandwich), az AP121 típuson Android 4.2.1 (Jelly Bean) fut.
Az Arirangon 45 alkalmazás található, közte játékokkal, amelyek jórészt külföldi androidos játékok lopott verziói alapján készültek, szótárprogramokkal, enciklopédiával, a Kim-dinasztiát magasztaló irodalmi művekkel, naptárral. A telefonnak van fényképezésre alkalmas kamerája, valamint zenelejátszó programja is, melyen előre telepítve meghallgatható a Moranbong Band három dala. Böngésző is telepítve van, bár az internetre nem lehet csatlakozni a telefonnal, és telefonálni is csak az országon belül lehet vele. Akkumulátora gyorsan lemerül. A készülék operációs rendszere három nyelven üzemeltethető: koreaiul, kínaiul és angolul.